# Col du Julier
Le col du Julier (romanche : Pass dal Güglia, allemand : Julierpass, italien Passo del Giulia) est un col de montagne en Suisse, dans la chaîne de l'Albula. Situé à 2 284 mètres d'altitude, il relie la vallée de l'Engadine au centre du canton des Grisons, les localités habitées les plus proches à ses abords étant Silvaplana et Bivio. Il se trouve sur la ligne de partage des eaux entre le bassin versant du Rhin et celui du Danube. Le col du Julier se situe entre le Piz Lagrev et le Piz Julier. À quelques mètres au sud du col se trouve le petit lac Lej da las Culuonnas.
La route, qui relie Tiefencastel à Silvaplana, a été ouverte entre 1820 et 1840 et a une longueur de 42 kilomètres avec une déclivité maximale de 10 %. Le col est l'un des quatre cols en Suisse ouvert à la circulation toute l'année à plus de 2 000 m, avec le col du Simplon, le col de l'Ofen et le col de la Bernina.
Des vestiges d'un temple romain et des pistes de charrettes ont été retrouvés qui illustrent son importance à l'époque de la Rome antique.
La route, construite dans les années 1820 pour remplacer l'ancien col du Septimer, est encore facilement praticable après un élargissement modéré pour les voitures et les camions normaux. Dans certaines parties, des zones ont été reconstruites en 2009 pour réduire le nombre de tours de serpentine. L'utilisation hivernale nécessite des pneus d'hiver, ainsi que des chaînes à neige par temps extrêmement mauvais.

## Toponymie
L'origine du nom Güglia, Gelgia, s'explique par le mot gaulois julo pour joug, « col ».

## Géographie

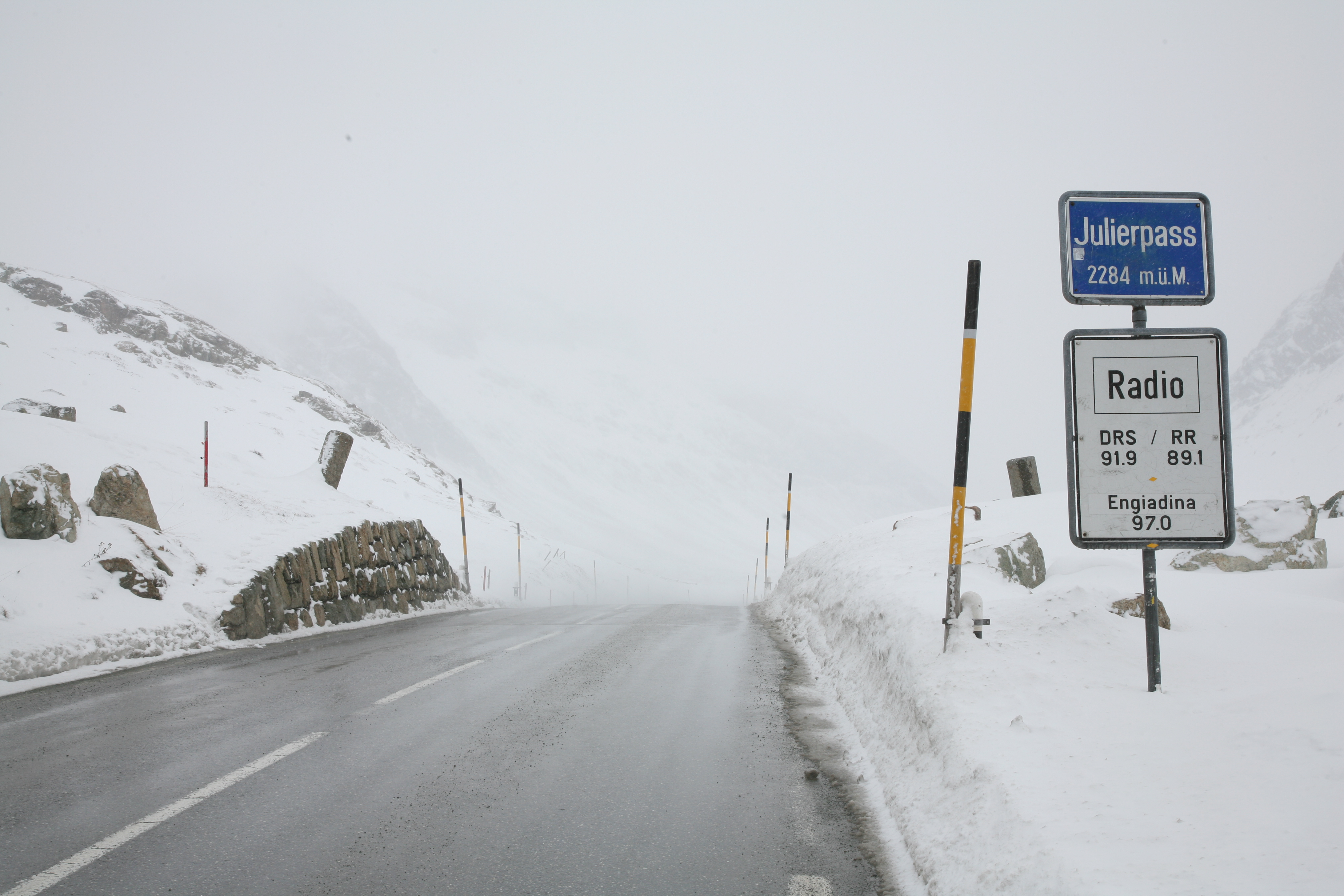
Au col.

Alors que l'histoire du col remonte à son utilisation à l'époque romaine, l'itinéraire moderne date de la route construite entre 1820 et 1826. Son tracé actuel part de Tiefencastel (851 m) le long de la Julia via Savognin et Marmorera jusqu'à Bivio (1 769 m), où bifurque le chemin menant au col de Septimer fermé à la circulation motorisée, et où commence la véritable route du col. Après 8,6 km, la route descend dans l'Engadine jusqu'à Silvaplana (1 815 m).
La connexion[Quoi ?], qui a été étendue, est ouverte toute l'année, et fait partie de la route principale 3. Elle franchit un dénivelé de 1 433 m, la pente maximale est légèrement inférieure à 12 %. La chaussée est toujours plus large que 5 m et facile à emprunter.
Des sections relativement plates, typiques de la route panoramique, en particulier sur la rampe nord-ouest beaucoup plus longue (36 km) de Tiefencastel jusqu'au col, sont interrompues à plusieurs reprises par de courts « escaliers » avec quelques virages raides. Le gradient est ici en moyenne de 4 %, avec un maximum de 12 %. La rampe orientale de Silvaplana est beaucoup plus courte (7 km) avec une pente moyenne de 6,7 % et un maximum de moins de 12 %, mais la différence d'altitude n'est ici que de 469 m.
Au col se trouve un lac, le Lej da las Culuonnas. L'apparition d'un petit lac entre des parois nues juste en dessous du col sur le versant nord est particulièrement étonnante[pourquoi ?] alors que plus bas, depuis 1954, se situe le grand lac de Marmorera (Lai da Marmorera), un réservoir d'environ 1,4 km2 dont le niveau d'eau fluctue autour de 1 680 m. En venant de Savognin, la hauteur de près de 100 mètres du mur du barrage est surmontée par plusieurs virages serrés ; le long du lac, le parcours est quasiment plat.
Le col du Julier est le point de départ de la Buendner Hauteroute, un itinéraire longue distance du côté nord de l'Engadine au Col de la Flüela.

### Profil de la route

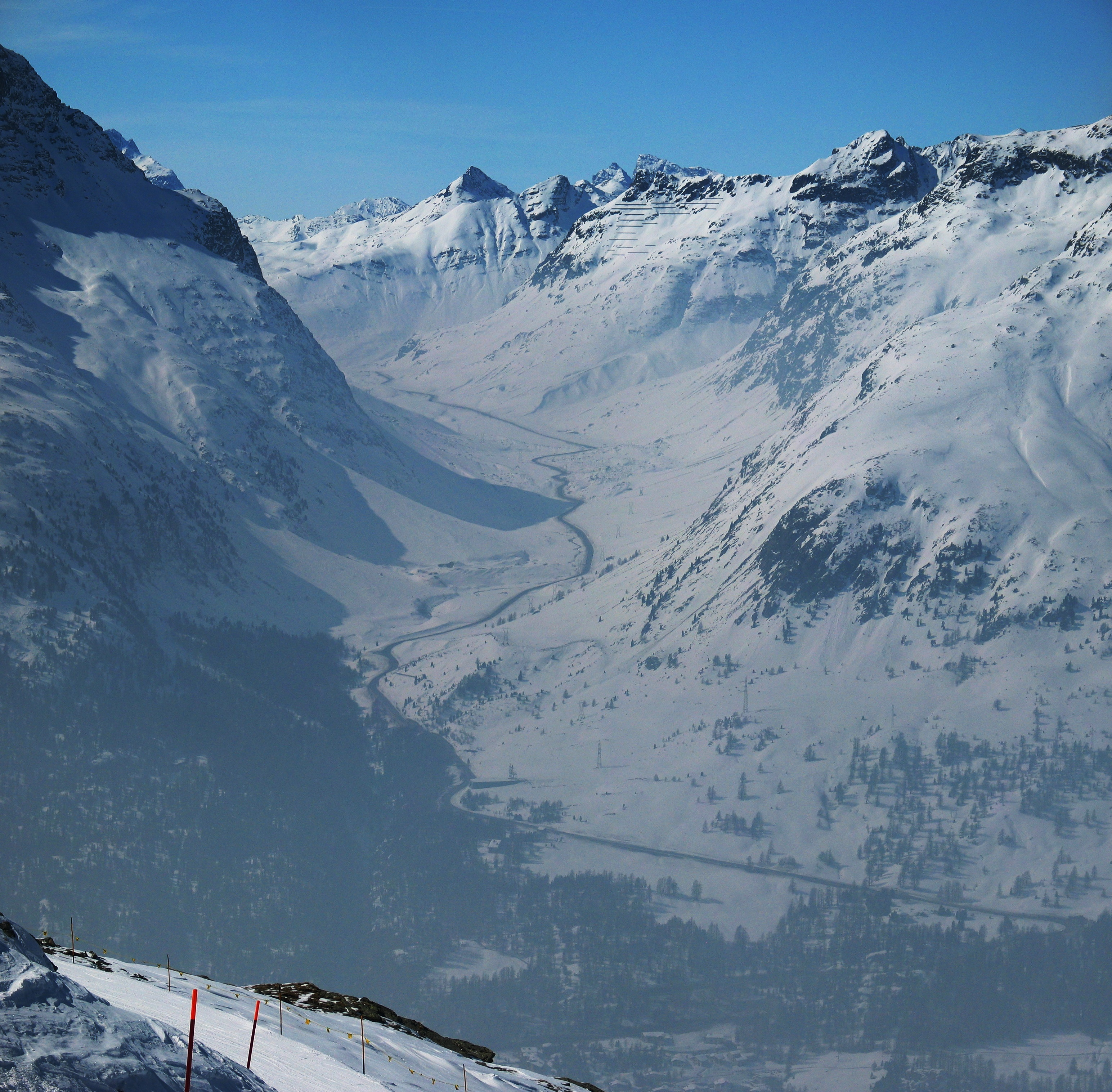
Vue de la rampe sud de la route du col du Julier en hiver depuis le domaine skiable du Corvatsch.

| Localité     | altitude | distance | dénivellation | distance totale | dénivellation totale |
| ------------ | -------- | -------- | ------------- | --------------- | -------------------- |
| Tiefencastel | 851 m    | -        | -             | -               | -                    |
| Savognin     | 1 207 m  | 9 km     | 356 m         | 9 km            | 356 m                |
| Rona         | 1 408 m  | 5 km     | 201 m         | 14 km           | 557 m                |
| Mulegns-Sur  | 1 538 m  | 4,5 km   | 130 m         | 18,5 km         | 687 m                |
| Marmorera    | 1 680 m  | 2,5 km   | 142 m         | 21 km           | 829 m                |
| Bivio        | 1 769 m  | 5 km     | 89 m          | 27 km           | 918 m                |
| col          | 2 284 m  | 9 km     | 515 m         | 36 km           | 1 433 m              |
| Silvaplana   | 1 815 m  | 7 km     | 469 m         | 43 km           | 964 m                |

## Histoire
En 2019, des vestiges de mines de cuivre pré-romaines (jusqu'à environ 1000 av. J.-C.) ont été découverts près du col. 
Les fragments de colonnes découverts lors des fouilles au col appartenaient à un sanctuaire romain. Ils sont aujourd'hui installés à proximité de la route et témoignent de la grande importance du col du Julier à l'époque de l'Empire romain. En plusieurs endroits, des traces de roues montrent que le col était parcouru par des chariots à hautes roues. À Riom-Parsonz, au nord du col, les vestiges d'un mutatio (poste de changement de chevaux) ont été fouillés.
Le principal avantage du col du Julier est sa topographie favorable. Le seul obstacle majeur est la gorge du Crap Ses entre Tiefencastel et Savognin, que les Romains ont contournée en remontant par Mon et Salouf. Les « marches d'escalier » datant des glissements de terrain préhistoriques étaient difficiles à monter, mais pas dangereuses. Même sur le véritable col entre Bivio et Silvaplana, il n'y a pas de difficultés de terrain et le col est souvent protégé contre les avalanches.

Colonnes romaines visibles au col.
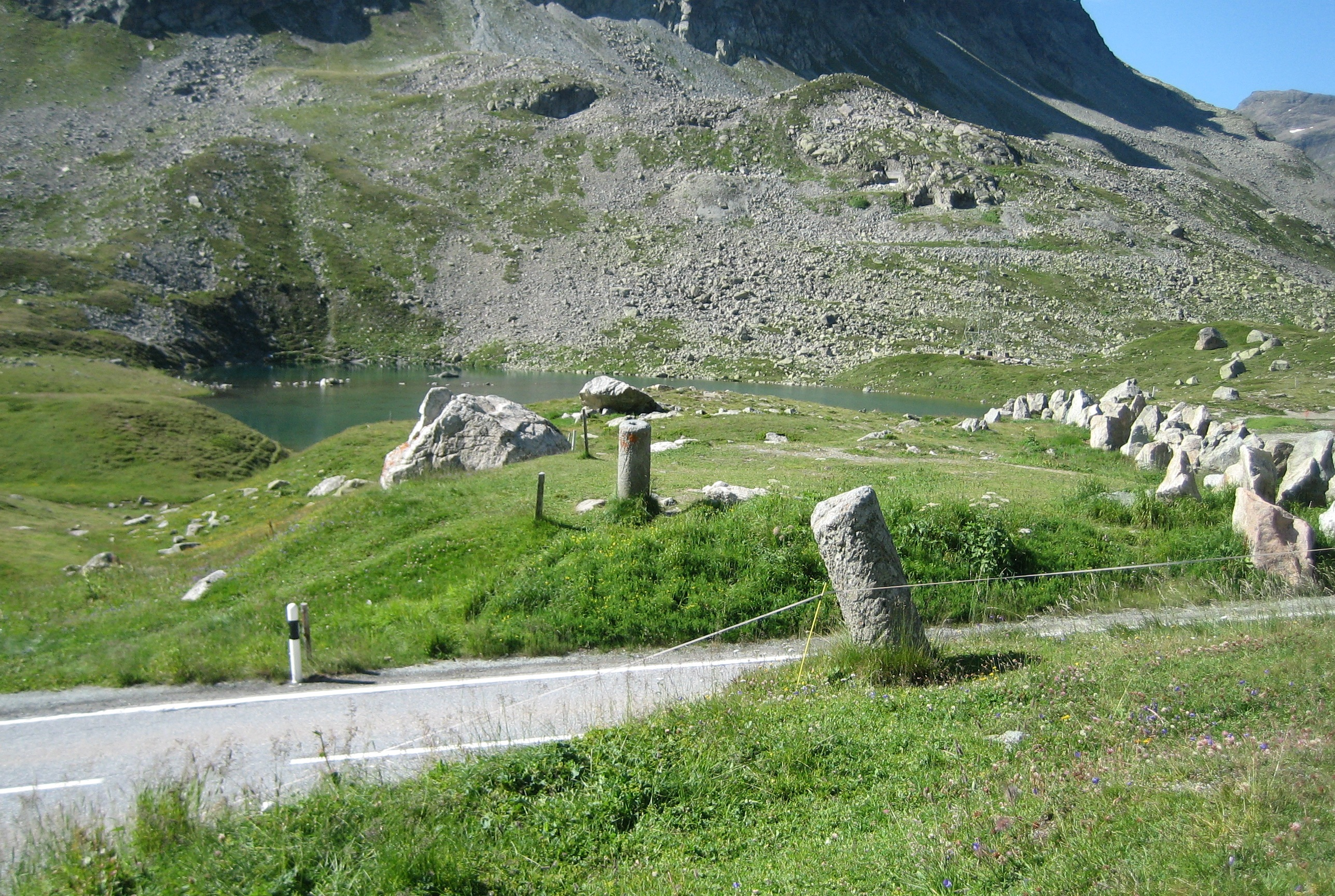
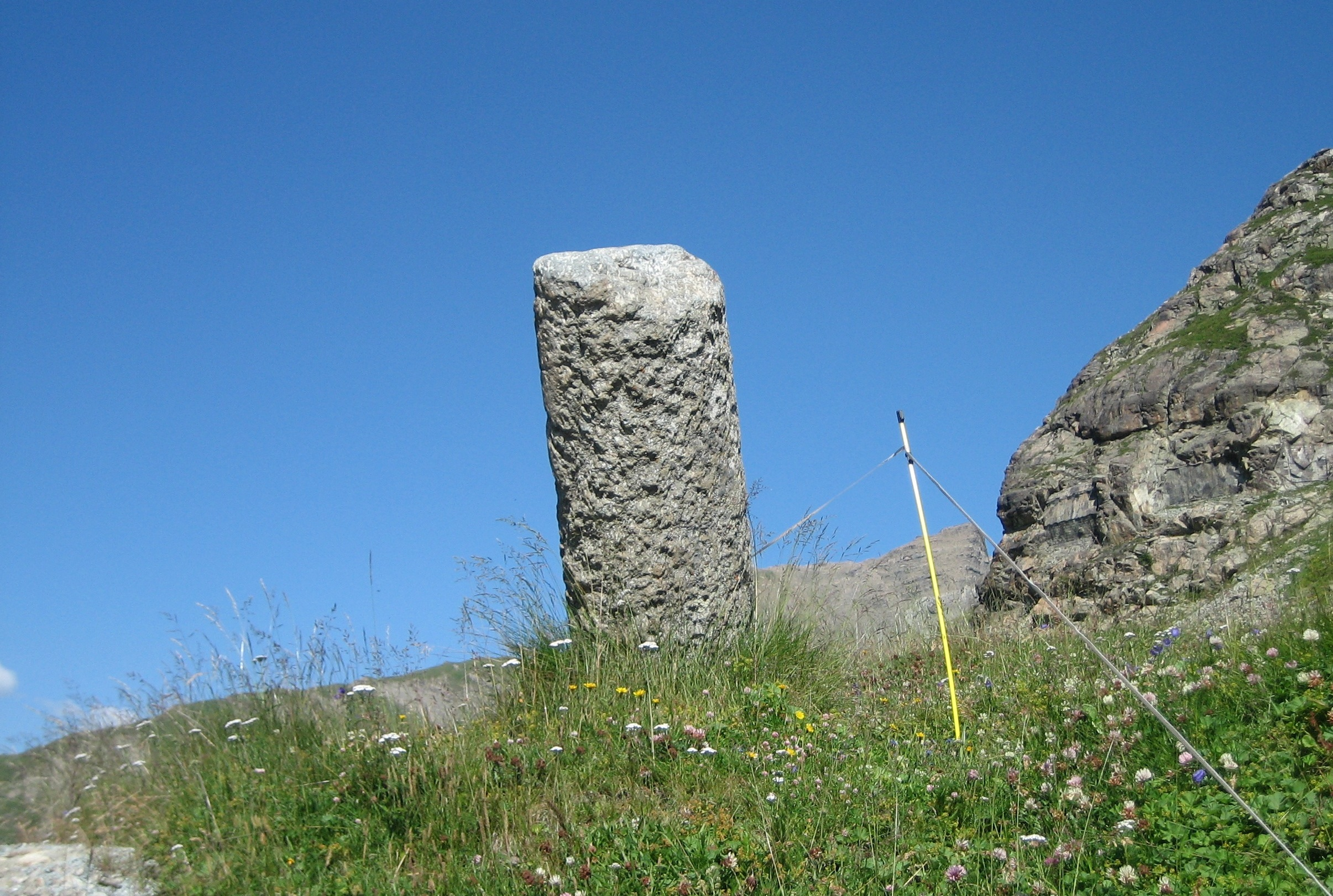
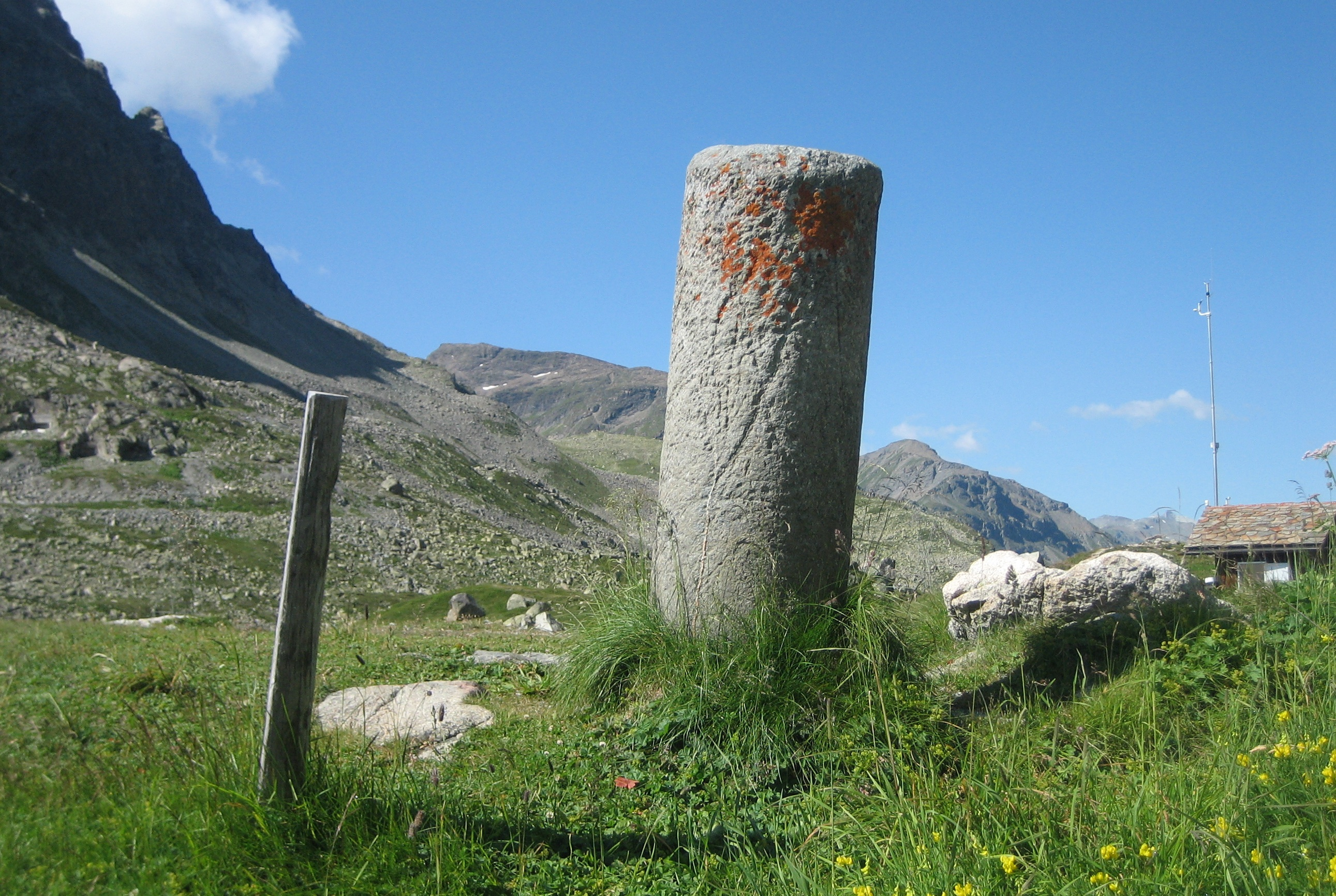

Au haut et à la fin du Moyen Âge, le Julier perd du trafic au profit du col du Septimer voisin, qui s'étend dans un sens direct nord-sud et évite ainsi le détour de la route Julier-col de la Maloja vers l'est. La concurrence supplémentaire du col du Saint-Gothard et du col du Splügen assigne au Julier un rôle subalterne dans le trafic de transit européen ; en tant que liaison régionale du centre des Grisons à l'Engadine, il reste cependant important à tout moment. Après que le chemin de Crap Ses, qui passe près de la Julia depuis le Moyen Âge, a été endommagé à plusieurs reprises par des inondations et des glissements de terrain, un nouveau chemin est creusé à travers les rochers en 1777.
À partir de 1820, le canton des Grisons fait construire une nouvelle route par Richard La Nicca, qui suit grosso modo le tracé éprouvé et franchit les marches raides en créant des virages. Les premiers grands agrandissements ont lieu dans les années 1930.

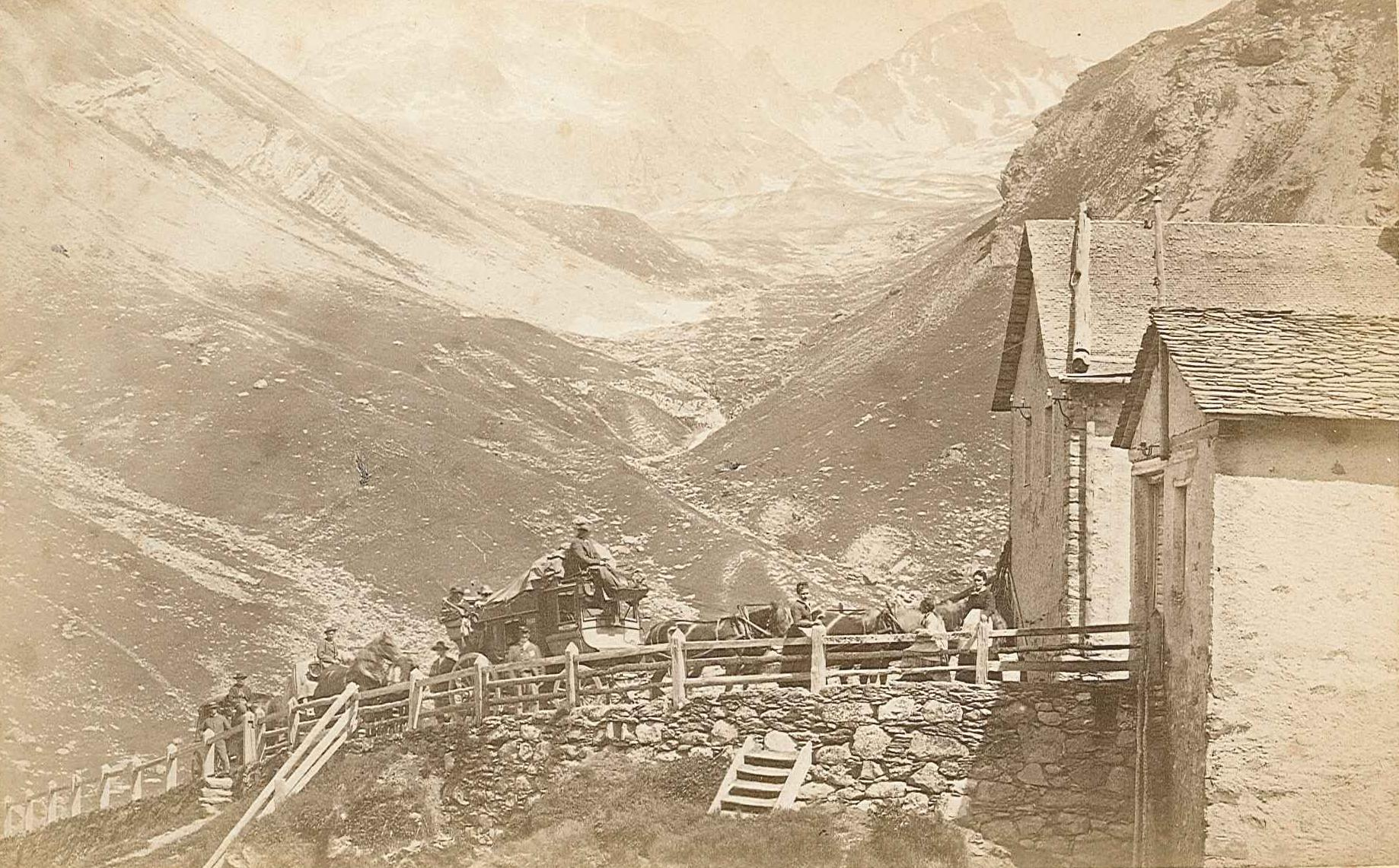
Hospice du col du Julier, vers 1881.

Le lac de Marmorera est mis en eaux vers 1950. Depuis les années 1990, la route du col a été agrandie à de nombreux endroits, ce qui équivaut par sections à un nouvel ouvrage. Par exemple, la section exposée de Crap Ses a été remplacée par un tunnel de 706 m de long depuis 1992. Depuis l'été 2008, une nouvelle route a été construite sur une section du côté nord afin de réduire le nombre de virages en épingle à cheveux. Le contournement de Silvaplana a été achevé en 2016.
Le 20 août 1910, la société E. Frotté & Cie. a demandé une licence à Zurich pour la construction et l'exploitation d'un chemin de fer électrique de Coire via le col de Lenzerheide, Tiefencastel et le col du Julier jusqu'en Engadine. L'Assemblée fédérale a accordé la licence par une arrêté fédéral du 22 juin 1911 selon le message du Conseil fédéral du 3 avril 1911,, cependant, ce projet n'a pas été mis en œuvre.

### Point de blocage du col du Julier
À partir de 1938, la barrière du Julier est érigée au col, censée empêcher l'avancée des unités militaires de l'Engadine vers le centre des Grisons. Le point de blocage consistait en deux cavernes dans les deux pentes au-dessus du col dans lesquelles étaient logés des canons antichars et des mitrailleuses. De plus, une barrière antichar, constituée de pierres extraites sur place, a été érigée. Un autre point de blocage, le point de blocage Mulegns, était situé sur la rampe nord-ouest au nord du village de Mulegns. Les deux points de verrouillage ont été abandonnés dans les années 1990 dans le cadre du concept Armée 95 de l'armée suisse.

## Théâtre

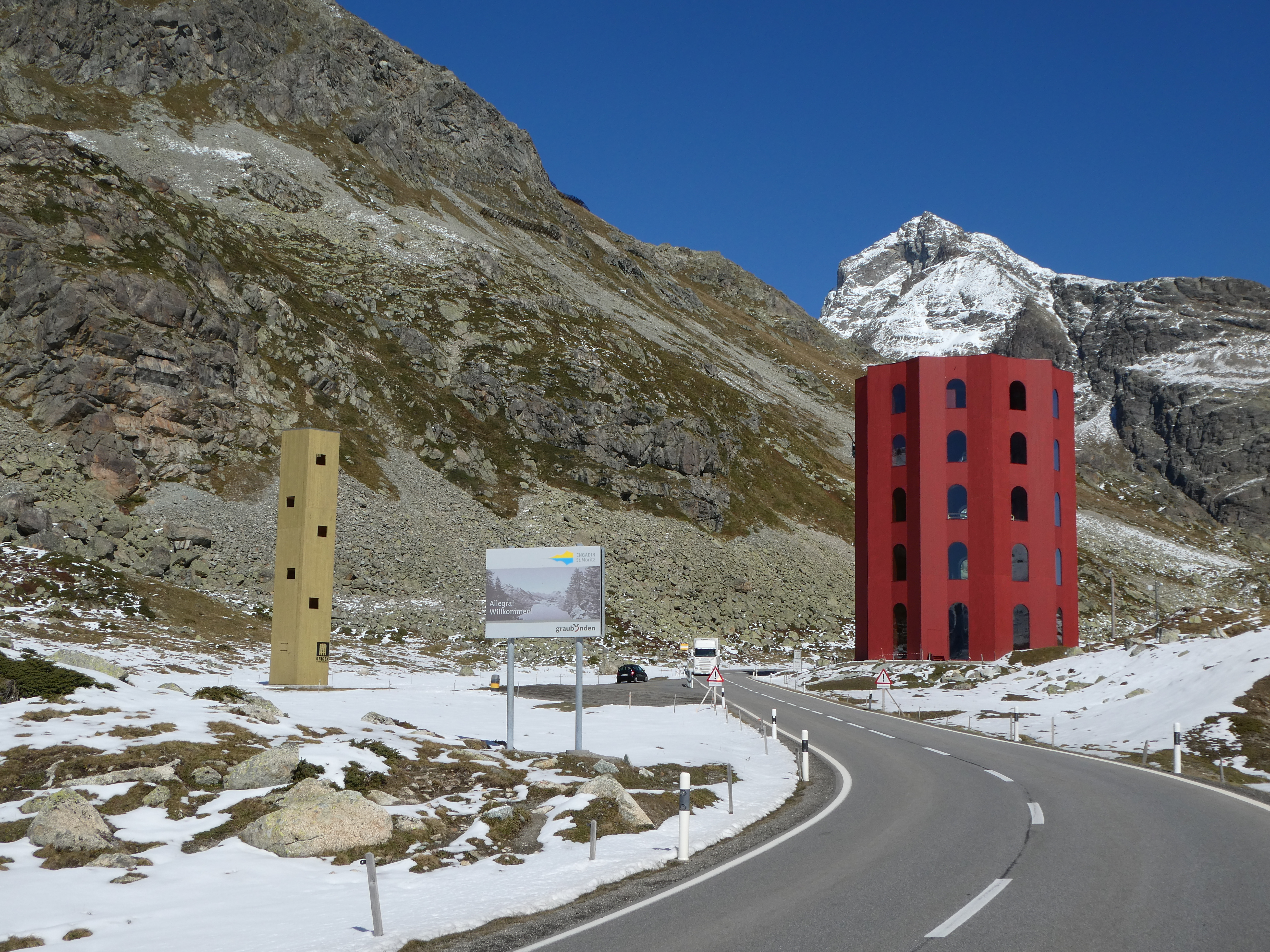
Le Julier Théâtre de l'Origen Festival Cultural au col du Julier.

Le metteur en scène suisse Giovanni Netzer a conçu et mis en œuvre la construction d'un bâtiment de théâtre temporaire à 10 côtés au col. La première représentation a eu lieu début août 2017.